# Rem (Re:Zero)
Rem (レム) es un personaje ficticio del manga y anime Re:Zero kara Hajimeru Isekai Seikatsu, creado por Tappei Nagatsuki.
Rem es la hermana menor de Ram y trabaja como sirvienta para Roswaal L. Mathers y es partidaria de la facción de Emilia. Inicialmente, acusó erróneamente a Subaru de ser miembro del Culto de la Bruja debido a que tenía el Olor de la Bruja, lo que resultó en que ella lo matara dos veces. Sin embargo, después de que logró salvarla en el Bosque de Elior, ella se enamora de él y considera a Subaru como su "héroe". A pesar de que Subaru rechazó su propuesta, ella sigue siendo una de sus aliadas más cercanas a lo largo de los capítulos anteriores.
Rem se convirtió en el personaje femenino más popular en una encuesta realizada en 2016. También ganó la categoría "Mejor chica" durante los 1st Crunchyroll Anime Awards y tuvo un evento especial oficial dedicado a ella y Ram.

## Características
Rem es una chica con cabello azul claro y ojos de color celeste, tiene una apariencia similar a la de su hermana Ram. Su ojo derecho está cubierto con flequillo y solo su ojo izquierdo está expuesto, que es lo opuesto a Ram. En sus diseños originales, Rem y Ram no eran tan distintivos y tenían uniformes de sirvienta más largos y tradicionales. Su nombre deriva de la palabra inglesa "Left", ya que se pronuncia de manera similar a la letra Katakana レ (Re). Cuando llegó el momento de la traducción del anime, su nombre se transliteró a "Rem". Durante el anime, Subaru la apodó "Remu-Rin".

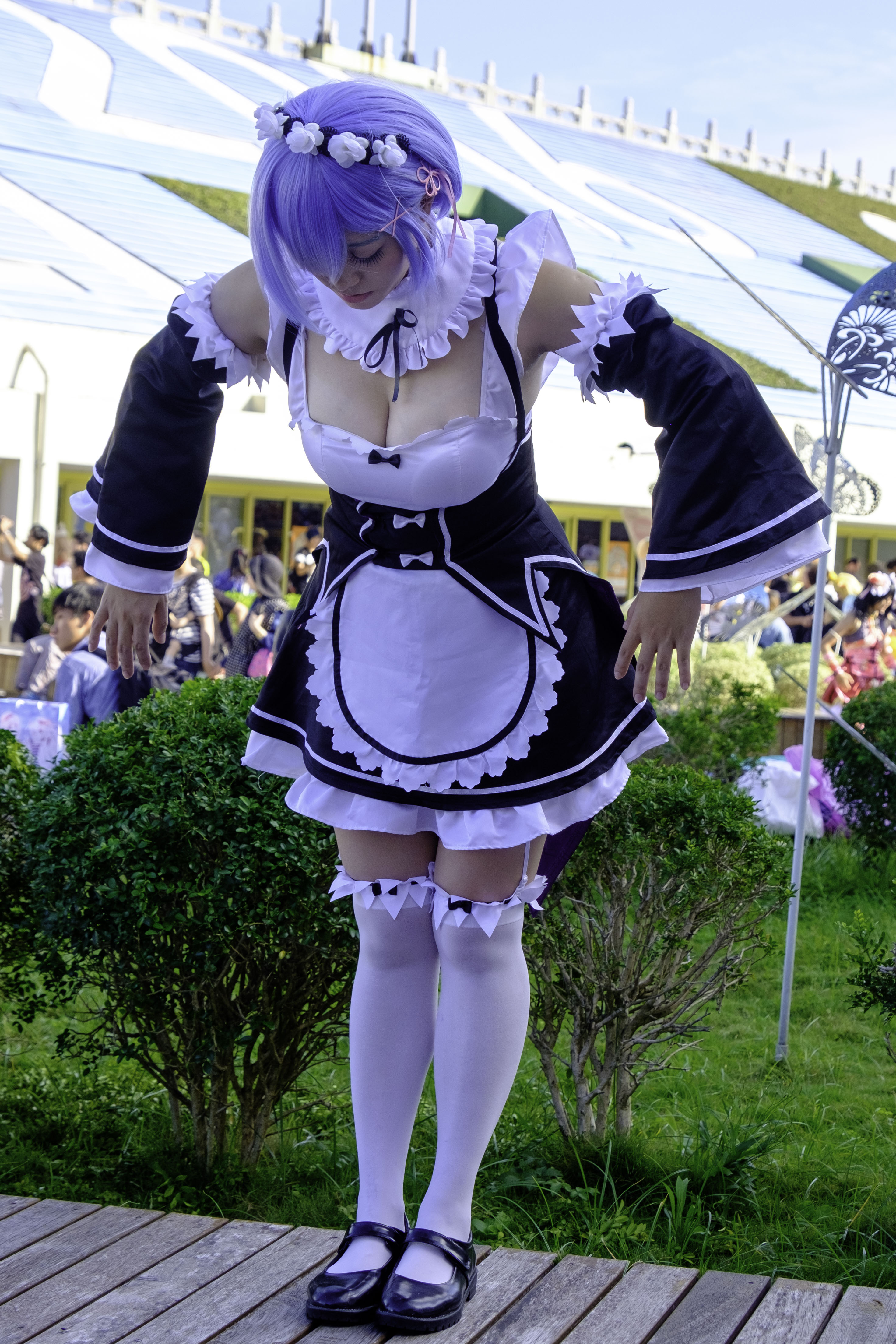
Cosplay de Rem en 2016

Al comienzo de la historia, Rem es descrita como una chica de 17 años, la hermana menor de las criadas gemelas y trabaja en la mansión de Roswaal L. Mathers. Su cumpleaños es el 2 de febrero y mide 5 pies y medio de altura. Más tarde se revela que la raza de Rem es una semihumana, ya que es en parte una Oni. Los Oni en Re:Zero se describen adornando un par de cuernos en sus cabezas, pero debido a que Rem es gemela de Ram, nacieron con un solo cuerno. Aunque son hermanas gemelas, Rem, a diferencia de Ram, quien fue descrita como un prodigio, no tiene muchas habilidades personales. Debido a la brecha de habilidades entre las hermanas, Rem había estado bajo mucha presión mental desde su infancia y adquirió un complejo de inferioridad hacia su hermana.
Cuando Ram perdió su cuerno debido a que el Culto de la Bruja atacó a su tribu, sintió la alegría de ser liberada de la presión de la inferioridad a largo plazo, pero también sintió culpa. Como resultado, ella se obligó a replicar lo que hizo Ram e hizo todo lo posible para imitar la "vida que su hermana debería tener", y su lealtad a Roswaal solo se basaba en "poder proteger a su hermana". Rem también ha demostrado tener un interés personal en los libros de ópera y poesía. Sus atributos mágicos se encuentran principalmente en el agua, pero también puede usar magia curativa y magia de fuego para atacar. Cuando participa en un combate activo, empuña un martillo de meteorito y puede transformarse en su forma Oni, pero a veces puede ser propensa a la confusión.

## Biografía
Rem apareció por primera vez en el volumen 2 de la novela ligera titulada "Comienza el camino hacia la redención". En el Volumen, ella cree erróneamente que debido a que el Olor de la Bruja se detectó en el cuerpo de Subaru y debido a que es hostil hacia el Culto, lo mata dos veces. Esto cambió después de que Emilia declaró que Subaru era un buen tipo en un tono ligeramente coercitivo y le advirtió a Rem que no matara a Subaru. Cuando vio que Subaru persistía en salvar a los aldeanos a pesar de su falta de habilidad, dejó de lado su hostilidad y se arrepintió y se culpó a sí misma por dudar en salvar a Subaru, lo que llevó a que Subaru fuera maldecido. Considerando que ella debía expiar sus pecados, entró solo en el bosque de Elior pero Subaru la salvó de las mabestias y se enamoró de él.
En el tercer capítulo, después del final de la elección real, Rem se quedó con Subaru en la mansión en la capital real de Coursius. Después de unos días, descubrió que había un cambio en la mansión a través de la empatía mutua con Ram, y trató de regresar con Subaru, pero fue asesinada en todos los escenarios en los que intentó hacerlo. Después de su cuarta muerte, Subaru, quien renunció a intentar escapar y se sintió angustiado al ver su cadáver, se vuelve catatónico después de su renacimiento de la congelación hasta la muerte, pero gracias al aliento de Rem, logra salir adelante y participa en la Ballena Blanca. Cruzada. En el extra "¿Y si?" En el escenario del Arco 3, después de que Subaru revive de su cuarta muerte, logra escapar con éxito con Rem. En el escenario, ella imita a Emilia con su cabello más largo, y se casa con Subaru.
Al final del Capítulo 3, después de una intensa pelea con la Ballena Blanca, Rem queda gravemente herida y debilitada, pero mientras descansa, se convierte en víctima del Arzobispo de la Codicia, Regulus Corneus y el Arzobispo de la Glotonería, Lye Batenkaitos después de que emboscaron a Emilia. Esto hace que Rem entre en estado de coma y nadie más que Subaru recuerde su existencia en absoluto.
En el Capítulo 3, Subaru se fugó, pensando que Rem perdonaría su pereza e inacción, pero Rem se negó severamente a permitir que cayera solo. Este rasgo impulsa a Subaru incluso después de que Rem cae en coma. En el Capítulo 4, Subaru usa esto para reconocer que una imitación de Rem, que pretendía ser Carmilla, era falsa durante la Segunda Prueba.
En el Capítulo 6, Rem fue llevada por Subaru a la torre de vigilancia. Se separó de Subaru por alguna razón a mitad de camino, y finalmente llegó a la torre de vigilancia y Ram la cuidó. Actualmente reside en la "Casa Verde" en el cuarto piso de la torre de vigilancia.

## Recepción y popularidad
Rem se convirtió en un personaje favorito de los fanáticos a medida que avanzaba la serie. Después de su debut en el anime, fue elogiada por su papel en la historia y recibió clasificaciones constantemente altas en las encuestas de popularidad. En una encuesta realizada en 2017, logró superar a la heroína principal de la serie, Emilia, a pesar de ser un personaje secundario.

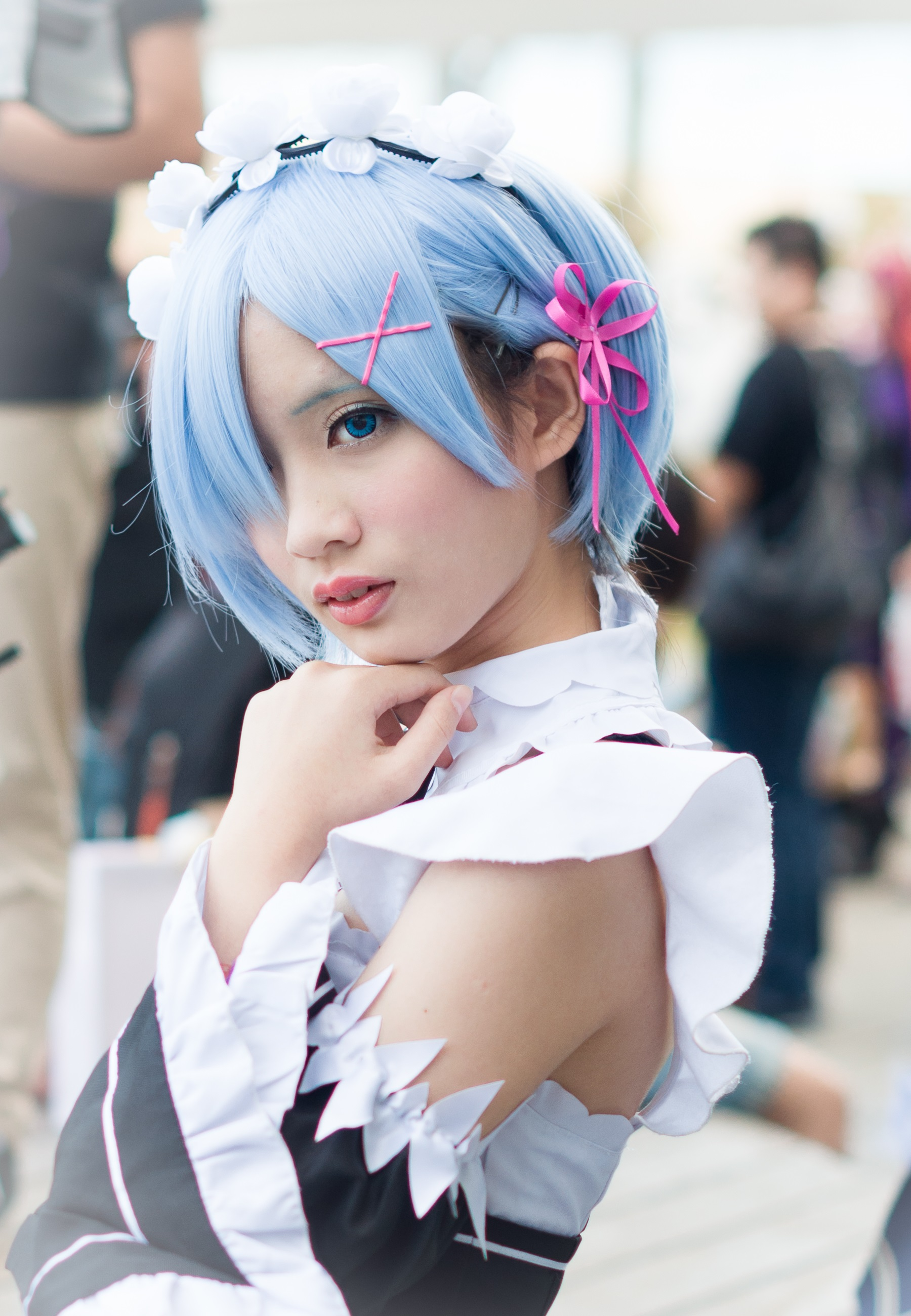
Cosplay de Rem en noviembre de 2016

Rem es muy apreciado en múltiples encuestas y premios. En la selección de personajes de los Premios de Animación Innovadora 2015-2016 realizados por Kadokawa Corporation, Rem ganó el primer lugar. Ocupó el sexto lugar en "El personaje femenino más atractivo" realizado por Charapedia en Japón y el primer lugar en la selección completa. En la edición anual de 2017 de Kono Light Novel ga Sugoi!, obtuvo el segundo y octavo lugar en los premios de 2018. En los "2016 Anime Popularity Awards" organizados por Bilibili, Rem ocupó el primer lugar en la categoría de personajes femeninos. En la encuesta mensual de carácter de Newtype, también tiene una calificación bastante alta, ocupando el octavo lugar en agosto, entre los cinco primeros en septiembre, y el primer lugar en octubre. Sin embargo, en noviembre y diciembre, su clasificación descendió al tercer y séptimo lugar. Su premio más notable fue ocupar el primer lugar en la categoría de Mejor Chica de los 1st Crunchyroll Anime Awards. También obtuvo el mayor número de votos en la encuesta de Otamart por el personaje bidimensional más popular.

## Impacto cultural
Debido a la gran popularidad de Rem, se llevaría a cabo un evento especial para conmemorar los cumpleaños oficiales de Ram y Rem, pero surgiría controversia sobre el evento que no contiene tantos artículos de exhibición para Ram. Más tarde, el funcionario preparó los elementos de exhibición relacionados con Ram. Sin embargo, los productos periféricos relacionados con otras obras todavía presentaban en su mayoría Rem.
Rem también ha tenido un impacto en la cultura popular, como "Dou Ni Rem", porque su pronunciación es similar a la blasfemia cantonesa 屌你老母 ("Tira a tu vieja madre"). Sin embargo, contrariamente a la creencia popular, no hubo una escena en la que Rem sea expulsada.
Rem también desempeñó un papel importante durante el decimoctavo episodio del anime hasta el punto en que se la mencionó como la verdadera heroína de la serie. En Bahamut Animation Crazy, la cantidad de pantallas con viñetas en el episodio fue la más alta de la historia con la cantidad total de pantallas con viñetas clasificadas entre las tres primeras y la cantidad de vistas en primer lugar.

## Mercancías
Las almohadas Hug de Rem se retrasaron inicialmente debido a los niveles sin precedentes de alta demanda de fanes. También se ha lanzado una figura de tamaño natural con licencia oficial del personaje. En 2017, el fabricante japonés Good Smile Company lanzó figuras de Rem en sus líneas Nendoroid y Figma.

## En otros medios
Rem tiene su propio tema personal titulado "Deseando". La canción fue escrita y compuesta por Heart's Cry y se reprodujo en el episodio 18 del anime. Rem también ha hecho apariciones en varios videojuegos de Re:Zero, por lo general con un papel similar a su apariencia de anime.